# Brigitte Eierle
Brigitte Eierle ist eine deutsche Ökonomin und Professorin für Betriebswirtschaftslehre (BWL). Sie ist Inhaberin des Lehrstuhls für Betriebswirtschaftslehre, insbesondere Internationale Rechnungslegung und Wirtschaftsprüfung an der Otto-Friedrich-Universität Bamberg.

## Leben
Brigitte Eierle absolvierte 1994 ihr Studium der Betriebswirtschaftslehre mit dem akademischen Grad Diplom-Betriebswirtin (FH) an der Fachhochschule Augsburg. Im Jahr 1997 erlangte sie ihren Abschluss zur Diplom-Kauffrau an der Universität Augsburg.
2003 promovierte Brigitte Eierle bei Axel Haller an der Johannes Kepler Universität Linz.
Im Jahr 2008 folgte ihre Habilitation.
Seit April 2009 ist sie Inhaberin des Lehrstuhls für Betriebswirtschaftslehre, insbesondere Internationale Rechnungslegung und Wirtschaftsprüfung an der Otto-Friedrich-Universität Bamberg.

## Forschungsschwerpunkte
Ihre Forschungsgebiete umfassen Internationale Rechnungslegung, Rechnungslegung nicht kapitalmarktorientierter Unternehmen und Kapitalmarktrelevanz von Rechnungslegungsinformationen.

## Schriften (Auswahl)
- Axel Haller (Hrsg.): Unternehmenspublizität im internationalen Wettbewerb. Unter Mitarbeit von Brigitte Eierle. Ins Deutsche übertragen und wesentlich bearbeitet von Axel Haller und Brigitte Eierle. Schäffer-Poeschel Verlag, Stuttgart 2000, ISBN 3-7910-0941-9.
- Die Entwicklung der Differenzierung der Unternehmensberichterstattung in Deutschland und Großbritannien. Ansatzpunkte für die Diskussion der zukünftigen Gestaltung der Abschlusserstellung nicht kapitalmarktorientierter Unternehmen in Deutschland (= Europäische Hochschulschriften: Reihe 5, Volks- und Betriebswirtschaft. Band 3068). Lang, Frankfurt am Main / Berlin 2004, ISBN 3-631-52457-9 (Zugleich: Universität Linz, Dissertation, 2003).
- Hans-Georg Bruns / Brigitte Eierle / Klaus G. Klein / Liesel Knorr / Kai-Uwe Marten (Hrsg.): IFRS for SMEs. Kommentar zur Rechnungslegung nach IFRS für nicht kapitalmarktorientierte Unternehmen. Schäffer-Poeschel Verlag, Stuttgart 2010, ISBN 978-3-7910-2792-0.